# Горенє Лакниці
Горенє Лакниці (словен. Gorenje Laknice) — поселення в общині Мокроног-Требелно, регіон Південно-Східна Словенія, Словенія.